# Sebastian Werr
Sebastian Werr (* 1969 in Berlin) ist ein deutscher Musikwissenschaftler.

## Werdegang
Er studierte Musikwissenschaft und BWL an der Berlin und promovierte 2001 bei Sieghart Döhring an der Universität Bayreuth, wo er sich auch habilitierte. Er war wissenschaftlicher Mitarbeiter am Forschungsinstitut für Musiktheater der Universität Bayreuth, am Musikwissenschaftlichen Institut der Universität München, beim Forschungsschwerpunkt Interpretation der Hochschule der Künste Bern sowie Vertretungsprofessor an der Universität Regensburg. Er ist wissenschaftlicher Mitarbeiter der Abteilung für Handschriften und Alte Drucke der Bayerischen Staatsbibliothek München sowie der Gesellschaft für Bayerische Musikgeschichte.

## Monographien
- Musikwissenschaft und Rassenforschung (= Münchner Veröffentlichungen zur Musikgeschichte. 80), München: Allitera 2020, 224 S.
- Heroische Weltsicht. Hitler und die Musik, Köln u. a.: Böhlau 2014, 300 S.
- Geschichte des Fagotts, Augsburg: Wissner 2011, 270 S.
- Politik mit sinnlichen Mitteln. Oper und Fest am Münchner Hof 1680-1745, Köln und Weimar: Böhlau 2010, 328 S.
- Musikalisches Drama und Boulevard. Französische Einflüsse auf die italienische Oper im 19. Jahrhundert, Stuttgart und Weimar: Metzler 2002, 242 S.
- Die Opern von Errico Petrella. Rezeptionsgeschichte, Interpretationen und Dokumente (= Primo Ottocento. 2), Wien: Edition Praesens 1999, 258 S.